# Ascionana laevifrons
Ascionana laevifrons là một loài chân đều trong họ Paramunnidae. Loài này được Stebbing miêu tả khoa học năm 1910.